# Gelu Colceag
Gheorghe (Gelu) Colceag (n. 17 mai 1949, București, România) este profesor universitar, actor și regizor român de teatru, film și TV.

## Biografie
Gelu Colceag s-a născut la data de 17 mai 1949 la București. 
A absolvit în anul 1967 Liceul Dimitrie Cantemir și în anul 1971 Institutul de Artă Teatrală și Cinematografică I.L.Caragiale (U.N.A.TC.) secția actorie, la clasa prof. Constantin Moruzan, asistenți Mihai Mereuță și Lidia Ionescu.
A început să joace încă de când era copil la Teatrul Municipal București (Cezar și Cleopatra de G.B.Shaw, regia Lucian Pintilie și Inima mea e pe înălțimi de W.Saroyan, regia Lucian Pintilie), la Teatrul Nottara (În noaptea asta nu doarme nimeni de F.Potra, regia Sanda Manu, Sonet pentru o păpușă de S.Fărcășan, regia L.Giurchescu), la Teatrul radiofonic și în filmul Răscoala, regia Mircea Mureșan.
În 1971 după terminarea studiilor a fost angajat ca actor la Teatrul de Stat din Târgu Mureș. După un an a plecat la Teatrul Constantin Tănase și la Teatrul L.S.Bulandra. A colaborat la teatrele Național și Ion Creangă.
A participat la manifestările Cenaclului Flacăra compunând și interpretând împreună cu Anda Călugăreanu muzica pe versurile Ioanei Crăciunescu (Romanță absurdă). Radu Beligan relatează elogiind numele participanților la unul din festivaluri în revista „Flacăra”: „Și – last but not least (ultimul, dar nu cel din urmă) – grupul Reflex Flacăra condus cu fantezie de multitalentatul Gelu Colceag, ale cărui înscenări sunt adevărate drame și comedii în capsule”.
Și-a început activitatea ca regizor în anul 1986 când a absolvit cursurile postuniversitare de regie.
Începând din anul 1982  este profesor universitar, din anul 2002 este doctor în domeniul Teatru și din 2008 este conducător de  doctorat la Universitatea de Artă Teatrală și Cinematografică I.L.Caragiale din București.
Este cǎsǎtorit cu Roxana Colceag, fostă prim-balerină la Opera Română, coregraf, conferențiar universitar la UNATC, cu care are o fiicǎ, Ioana Colceag, de profesie scenograf.

## Parcurs profesional
În prezent este Directorul Teatrului Mic din București.
2008 – 2012  – Vicepreședinte al Consiliului Național al Rectorilor, Președinte al Comisiei pentru Învățământul Universitar de Artă.
2008 –  2012 – Rector al U.N.A.T.C. I.L.Caragiale.
2002 – 2006 – Consultant artistic la Teatrul de Comedie.
1997 – 2001 – Director artistic la Teatrul Național I.L.Caragiale, București.
1990 – 1997 și 2001 – 2008 – Decan al Facultății de Teatru din U.N.A.T.C. I.L.Caragiale.

## Workshop-uri și festivaluri internaționale studențești
2007 ( Milano), 2006 ( Manila-Filipine), 2004 (Tampico-Mexic), 1997 (Limoges), 1996 (Budapesta, Bratislava, Knoxville), 1995 (Caracas si Lancaster), 1994 (Bratislava),  1993 (Freiburg), 1993 (Liverpool), 1992 (Sao Paolo)Antena 1 

## Teatrografie

### Regizor
A regizat peste 75 de spectacole dintre care:
Teatrul Bulandra – Victor sau Copiii la putere de R.Vitrac, Porunca a 7-a de Dario Fo, Tango de S.Mrozek, Tacâmuri de pui de S.Gyorgy
Teatrul Național București -  Boabe de rouă pe o frunză de lotus în bătaia lunii de Nic Mateescu, Cadavrul viu de Tolstoi, Regina mamă de M.Santanelli, Barrymore de W.Luce, Cotletele de B.Blier, D-ale carnavalului de I.L.Caragiale, Mofturi la Union de I.L.Caragiale
Teatrul Odeon – Regina balului de Nic Mateescu, Pescărușul de A.P.Cehov, Retro de Alexandr Galin, Don Juan a la russe de A.P.Cehov, Stele în lumina dimineții de A.Galin, Veronica se hotărăște să moară de P.Coelho, Poveste despre tatăl meu de Radu F.Alexandru, Republica Melania de Irina Nechit
Teatrul de Comedie – Ciocoii vechi și noi de N.Filimon, A XII-a noapte de W.Shakespeare, Ce formidabilă harababură de E.Ionescu, Cui i-e frică de Virginia Wolf? de E.Albee, Îmblânzirea scorpiei de W.Shakespeare
Teatrul Metropolis – Copiii la putere de Roger Vitrac, Monșer, stăm rău! de I.L.Caragiale, Tarelkin de Suhovo-Kobilin, Țarul Ivan își schimbă meseria de M.Bulgakov.
Teatrul Mic - Visul unei nopți de vară de W.Shakespeare, Alex și Morris de M.Elkin; Pensiune completă de P.Chesnot, Livada de vișini de Cehov, Rendez vous pe Lună de A.Galin, Familia Jeleznov de M.Gorki,  Angajat la doi patroni de Richard Bean, Vinovat, nevinovat de Vlad Corbeanu și Gelu Colceag
Teatrul Ion Creangă – Turandot  de C.Gozzi, Dragonul de E.Swartz, Spaima zmeilor de Mihai Ion și Gelu Colceag
Teatrul Nottara – Păguboșii de L.Profeta și E.Rotaru, Cazul Gavrilescu de M.Eliade.
Opera Națională – Motanul încălțat de C.Trăilescu
Teatrul C.Tănase - Stela de Puiu Maximilian
Teatrul Daia - Mă mut la mama de Andreas Petrescu, Mă mut la tata? de Andreas Petrescu, Mă mut sau nu mă mut? de Andreas Petrescu
Catedra UNESCO - O noapte furtunoasă de I.L.Caragiale
Studioul Casandra - Opera de trei parale de B.Brecht, Platonov de Cehov, Regina balului de Nic Mateescu, Asta-i ciudat de M.R.Paraschivescu, Streap-tease de S.Mrozek, Cartea lui Prospero de W. Shakespeare, Jaques sau supunerea și Viitorul e în ouă de E.Ionescu, O noapte furtunoasă de I.L.Caragiale, D-ale carnavalului de I.L.Caragiale, A XII-a noapte de W.Shakespeare, Cu ușile închise de J.P.Sartre, Stele pe cerul dimineții de Alexandr Galin
Studioul Atelier - UNATC - Chicago (muzical), Livada de vișini de Cehov, Pescărușul de Cehov
Studioul Teatrelli - CREART - Hotel California de Neil Simon, Joc de pisici de O.Istvan
Festivalul Bucureștii lui Caragiale - Mofturi la Union de I.L.Caragiale,, Mitică, Tanța și Costel de I.L.Caragiale și Ion Băieșu, Umor Tri-Color de I.L.Caragiale
Teatrul Sică Alexandrescu – Brașov – Ultima oră de M.Sebastian, Forma lucrurilor de Neil La Butte, Niște fete de Neil La Butte.
Teatrul Toma Caragiu – Ploiești – Inimă de câine de M.Bulgakov, La grande magia de E. Fillipo, Sinucigașul de N.Erdman

### Actor
Roluri importante
Prințesa Turandot de Carlo Gozzi, regia Dan Micu, 1971, Calaf (Teatrul Național Târgu Mureș)
O noapte furtunoasă de I.L.Caragiale, regia Scarlat Nicolae, 1972- Rică Venturiano
Trei frați gemeni venețieni de Colallto Mattiuzzi, regia David Esrig, 1973- Argat Gardian; 
Tartuffe; Cabala bigotilor de Moliere, regia Alexandru Tocilescu, 1982- Valer; 
Barbul Văcărescu, Vânzătorul Țării, regia Alexandru Tocilescu, 1982- Cimpoiasul;
Hamlet de W. Shakespeare, regia Alexandru Tocilescu, 1985- Rosencrantz;  
Barrymore de W. Luce, regia Gelu Colceag, 1999- Frank
Nebunul ‑ Răceala  (Sorescu); Ariel ‑ Furtuna  (Shakespeare);

## Filmografie

### Ca actor
- 1979 Vis de ianuarie, regia Nicolae Oprițescu
- 1986 Clipa de răgaz, regia Șerban Creangă
- 2010 Aurora, regia Cristi Puiu
- 2013 Poziția copilului, regia Călin Peter Netzer
- 2016 Bacalaureat, regia Cristian Mungiu
- 2016 6,9 pe Scara Richter, regia Nae Caranfil
- 2018 Să nu ucizi, regia Catalin Rotaru și Gabi Virginia Sarga

## Teatru TV
Ca regizor:
- 2013 Regina mamă de M. Santanelli
- 2013 O noapte furtunoasă de I.L.Caragiale
- 2014 Quartet de S. Gyorgy
- 2016 Poveste despre tatăl meu de Radu F. Alexandru

## Seriale TV
- 2000 Vouă de Radu Gabriel (Antena 1)
- 2003-2004 Clubul de Comedie (TVR)
- 2004 Ultimul stinge lumina de N. Mateescu (TVR)
- 2005 Agenția matrimonială de A. Lustig (Antena 1)
- 2016 Camera café de A.Petrescu (Antena 1)

## Turnee teatrale internaționale
- 1979 Budapesta
- 1979 Berlin
- 1991 Dublin
- 1991 Londra
- 1992 Sao Paolo
- 1993 Paris
- 1998 Cairo
- 1998 Dresda
- 2006 Manila
- 2009 Cairo
- 2014 Sankt Petersburg

## Cărți publicate
- 2006 Oameni de prisos în lumina rampei
- 2009 Ipostaze cehoviene

## Premii și distincții
Cetățean de onoare al municipiului București
Președintele României Ion Iliescu i-a conferit la 10 decembrie 2004 Ordinul „Meritul pentru Învățământ” în grad de Mare Ofițer, „pentru abnegația și devotamentul puse în slujba învățământului românesc, pentru contribuția deosebită la dezvoltarea și promovarea cercetării științifice” din România. 
2009  -  Premiul UNITER pentru întreaga activitate – Regie teatru
2006 - Marele premiu al Festivalului de Comedie Românească (Ce formidabilă harababură de E.Ionescu – Teatrul de Comedie)
2003 -  Premiu pentru cel mai bun spectacol - Festivalul de Comedie de la  Galati (A XII-a noapte de W. Shakespeare – Teatrul de Comedie)
1998 -  Premiu pentru cel mai bun spectacol - Festivalul Humorror – (Tacâmuri de pui de S.Gyorgy – Teatrul Bulandra)
1997 -  Premiul special al criticii  (Cazul Gavrilescu de M.Eliade -  Teatrul Nottara)
1996 - Premiul UNITER pentru cea mai bună producție a școlilor de teatru ( Jaques sau supunerea și Viitorul e în ouă de E.Ionescu)

## Interviuri
Ziarul Metropolis, Gelu Colceag în meseria de profesor mă simt cel mai performant
Gelu Colceag la Bon Ton, Digi24
Yorick, Sunt adeptul unui balans echilibrat între clișeu și experiment
Q Magazine, Gelu Colceag: sper să mai am credit în contul deschis la banca timpului
Gelu Colceag în dialog cu Raluca Rădulescu, Sinucigașul